# Score de Weissmann
 (novembre 2023).
La mise en forme du texte ne suit pas les recommandations de Wikipédia : il faut le « wikifier ».
Les points d'amélioration suivants sont les cas les plus fréquents. Le détail des points à revoir est peut-être précisé sur la page de discussion.
- Les titres sont pré-formatés par le logiciel. Ils ne sont ni en capitales, ni en gras.
- Le texte ne doit pas être écrit en capitales (les noms de famille non plus), ni en gras, ni en italique, ni en « petit »…
- Le gras n'est utilisé que pour surligner le titre de l'article dans l'introduction, une seule fois.
- L'italique est rarement utilisé : mots en langue étrangère, titres d'œuvres, noms de bateaux, etc.
- Les citations ne sont pas en italique mais en corps de texte normal. Elles sont entourées par des guillemets français : « et ».
- Les listes à puces sont à éviter, des paragraphes rédigés étant largement préférés. Les tableaux sont à réserver à la présentation de données structurées (résultats, etc.).
- Les appels de note de bas de page (petits chiffres en exposant, introduits par l'outil «  Source ») sont à placer entre la fin de phrase et le point final[comme ça].
- Les liens internes (vers d'autres articles de Wikipédia) sont à choisir avec parcimonie. Créez des liens vers des articles approfondissant le sujet. Les termes génériques sans rapport avec le sujet sont à éviter, ainsi que les répétitions de liens vers un même terme.
- Les liens externes sont à placer uniquement dans une section « Liens externes », à la fin de l'article. Ces liens sont à choisir avec parcimonie suivant les règles définies. Si un lien sert de source à l'article, son insertion dans le texte est à faire par les notes de bas de page.
- La présentation des références doit suivre les conventions bibliographiques. Il est recommandé d'utiliser les modèles {{Ouvrage}}, {{Chapitre}}, {{Article}}, {{Lien web}} et/ou {{Bibliographie}}. Le mode d'édition visuel peut mettre en forme automatiquement les références.
- Insérer une infobox (cadre d'informations à droite) n'est pas obligatoire pour parachever la mise en page.

Pour une aide détaillée, merci de consulter Aide:Wikification.
Si vous pensez que ces points ont été résolus, vous pouvez retirer ce bandeau et améliorer la mise en forme d'un autre article.
Le score de Weissman est une métrique utilisée pour évaluer les performances des applications de compression sans perte. Il a été développé par Tsachy Weissman, professeur à l'Université de Stanford, en collaboration avec Vinith Misra, étudiant diplômé, à la demande des producteurs de la série télévisée Silicon Valley de HBO. Cette série télévisée met en scène une start-up technologique fictive travaillant sur un algorithme de compression de données,,,. Le score de Weissman permet de comparer le temps nécessaire et le taux de compression des applications mesurées, avec ceux d'une norme de facto en fonction du type de données traitées.
La formule se présente comme suit, où : 
- r représente le taux de compression ;
- T est le temps requis pour la compression ;
- Les paramètres surlignés sont les mêmes métriques que ceux d'un compresseur standard et alpha est une constante d'échelle[1].

{\displaystyle W=\alpha {r \over {\overline {r}}}{\log {\overline {T}} \over \log {T}}}Le score de Weissman a été utilisé par Daniel Reiter Horn et Mehant Baid de Dropbox pour analyser le véritable travail en matière de compression sans perte. Selon les auteurs, ce score « met l'accent sur la vitesse de compression par rapport au taux de compression dans la plupart des cas ».

## Exemple
Cet exemple illustre l'application du score de Weissman aux données du Prix Hutter, en utilisant le paq8f comme norme standard et en fixant la constante d'échelle à 1.
| Application | Ratio de compression | Temps de compression [min] | Score de Weissmann |
| ----------- | -------------------- | -------------------------- | ------------------ |
| paq8f       | 5.467600             | 300                        | 1.000000           |
| raq8g       | 5.514990             | 420                        | 0,720477           |
| paq8hkcc    | 5.682593             | 300                        | 1.039321           |
| paq8hp1     | 5.692566             | 300                        | 1.041145           |
| paq8hp2     | 5.750279             | 300                        | 1.051701           |
| paq8hp3     | 5.800033             | 300                        | 1.060801           |
| paq8hp4     | 5.868829             | 300                        | 1.073826           |
| paq8hp5     | 5.917719             | 300                        | 1.082325           |
| paq8hp6     | 5.976643             | 300                        | 1.093102           |
| paq8hp12    | 6.104276             | 540                        | 0,620247           |
| décomp8     | 6.261574             | 540                        | 0,63623            |
| décomp8     | 6.276295             | 540                        | 0,637726           |

## Limites
Bien que la valeur du score soit relative aux normes de comparaison, l'unité de mesure des temps a un impact sur le score, (voir exemples 1 et 2). Cette situation découle de la nécessité que l'argument de la fonction logarithmique soit sans dimension. De plus, le multiplicateur ne peut pas avoir une valeur numérique inférieure ou égale à 1, car le logarithme de 1 est égal à 0 (comme illustré dans les exemples 3 et 4) et le logarithme de toute valeur inférieure à 1 est négatif (exemples 5 et 6) ; il en résulterait des scores de 0 (même avec des changements), indéfinis ou négatifs (même s'ils sont meilleurs que positif).

### Exemples
| # | Compresseur standard | Compresseur standard | Compresseur standard              | Compresseur noté     | Compresseur noté     | Compresseur noté                  | Score de Weissmann                            | Observations                                                                                          |
| # | Ratio de compression | Temps de compression | Logarithme (temps de compression) | Ratio de compression | Temps de compression | Logarithme (temps de compression) | Score de Weissmann                            | Observations                                                                                          |
| - | -------------------- | -------------------- | --------------------------------- | -------------------- | -------------------- | --------------------------------- | --------------------------------------------- | --- |
| 1 | 2.1                  | 2 minutes            | 0,30103                           | 3.4                  | 3 minutes            | 0,477121                          | 1×(3,4/2,1)×( 0,30103 / 0,477121 )= 1,021506  | Le changement d'unité ou d'échelle modifie le résultat.                                               |
| 2 | 2.1                  | 2 minutes            | 2.079181                          | 3.4                  | 3 minutes            | 2.255273                          | 1×(3,4/2,1)×( 2,079181 / 2,255273 )= 1,492632 | Le changement d'unité ou d'échelle modifie le résultat.                                               |
| 3 | 2.2                  | 1 minute             | 0                                 | 3.3                  | 1,5 minutes          | 0,176091                          | 1×(3,3/2,2)×( 0 /0,176091) = 0                | Si le temps est égal à 1, son logarithme est égal 0 ; le score peut donc être égal à 0 ou à l'infini. |
| 4 | 2.2                  | 0,667 minutes        | −0,176091                         | 3.3                  | 1 minute             | 0                                 | 1×(3,3/2,2)×(−0,176091/ 0 )= infini           | Si le temps est égal à 1, son logarithme est égal 0 ; le score peut donc être égal à 0 ou à l'infini. |
| 5 | 1.6                  | 0,5 heure            | −0,30103                          | 2.9                  | 1,1 heure            | 0,041393                          | 1×(2,9/1,6)×( −0,30103 /0,041393)= −13,18138  | Si le temps est inférieur à 1, son log est négatif ; alors le score peut être négatif.                |
| 6 | 1.6                  | 1,1 heure            | 0,041393                          | 1.6                  | 0,9 heure            | −0,045757                         | 1×(1,6/1,6)×(0,041393/ −0,045757 )= −0,904627 | Si le temps est inférieur à 1, son log est négatif ; alors le score peut être négatif.                |

## Voir également
- Référence
- Théorie du codage
- Théorie de l'information
- Niveau de qualité Phred